# 山崎城
山崎城（やまさきじょう）は、鳥取県鳥取市国府町山崎にあった日本の城。

## 歴史
室町時代頃に因幡毛利氏が築城したと言われ、一族の山崎毛利氏が居城した。天文年間に城の立地する大萱(おおかや)郷が但馬と通じる要所であることに目をつけた本家に攻撃され（山崎城の戦い）落城、山崎毛利氏滅亡後は私部本家のものとなった。

## 遺構
- 扇ノ山系末端の標高242メートル（比高110メートル）の山頂部に位置する。周囲の山が城山より高いため見晴らしはあまり良くなく、城から南西方面にある「吉野村城」[2]をその望楼としていたと考えられている。
- 主郭は縦35メートル、横10メートルで周囲に帯曲輪を配し、一部に簡単な石垣が見られる。
- 主郭南西部の尾根には4つの小さい曲輪が見られるほか、南東部尾根には縦53メートル、横6-8メートル程の細長い曲輪とそれを区切る堀切、主郭部側には三角形状の縦17メートル、横15メートルの曲輪等が存在している。
- 城の東方には通称・家老屋敷と言われる地域があり、長さ60メートル、高さ3メートル程の大土塁や平坦地が存在するが文献等には記載されていないため詳細は不明である。